# Ultima IV: Quest of the Avatar
Ultima IV: Quest of the Avatar fue lanzado por primera vez en 1985 (USCO# PA-317-504) para la Apple II. Es la cuarta entrega de la serie de juegos de rol Ultima y el primero de la segunda trilogía, denominada "La Era de la Iluminación", en la que sin abandonar el estilo hack and slash, dungeon crawl de sus predecesores de "La Era de la Oscuridad", introduce una revolucionaria orientación hacia una historia con un importante matiz ético.
El juego fue creado para muchos sistemas, incluyendo las IBM PC compatibles, la Commodore 64, NES, y la Sega Master System.
En 1996, la revista Computer Gaming World llamó a Ultima IV como el #2 de su lista de los mejores Juegos de Todos los tiempos para PC.

## Visión general
Ultima IV es una rareza entre los juegos de rol ya que la historia del juego no se centra en pedirle al jugador que derrote a una maldad máxima tangible.
Después de la derrota de cada uno de los miembros de la tríada del mal en los tres juegos Ultima previos, el mundo de Sosaria sufrió algunos cambios radicales en su geografía: tres cuartos del mundo desaparecieron, algunos continentes se elevaron y otros se hundieron, se construyeron nuevas ciudades para reemplazar aquellas que se perdieron. Finalmente el mundo, unificado bajo el dominio de Lord British, fue renombrado como Britannia. Lord British sintió que la gente estaba descontenta y se preocupó por su bienestar espiritual, por lo que proclamó la Búsqueda del Avatar: Él necesitaba a alguien que diera un paso al frente y se convirtiera en el ejemplo brillante que otros siguieran.
El objeto del juego es enfocarse en el desarrollo del personaje principal en vida virtuosa, y se convierta en un líder espiritual y en un ejemplo para la gente del mundo de Britannia. el juego sigue la lucha del protagonista para entender y ejercitarse en las Ocho Virtudes. Después de probar su comprensión en cada una de las virtudes, y meditar en los santuarios de las Virtudes, el protagonista se convierte en el Avatar. La segunda tarea del juego es encontrar el Códice de la Última Sabiduría, un libro que contiene todas las respuestas para todo.

## Background
Richard Garriott ha afirmado que él comenzó a escribir este juego cuando se dio cuenta (en parte por cartas de padres furiosos) que en sus primeros juegos las acciones inmorales -como robar o asesinar a tranquilos ciudadanos- habían sido necesarias -o al menos útiles - para ganar el juego, y que dichos actos podrían ser cuestionables. Además, organizaciones como BADD estaban atrayendo la atención hacia un supuesto "contenido satánico" en los juegos de rol en general, y la naturaleza demoniaca del antagonista del Ultima III era un buen blanco.

## El juego y sus características
En vez del proceso típico de la creación de personajes orientados estadísticamente de los primeros juegos de rol, en Ultima IV los jugadores escogen el tipo de personaje respondiendo una serie de dilemas éticos. Estas situaciones no tienen una resolución fácil; los jugadores deben clasificarse según las ocho virtudes, y cual sea que fuere su mayor prioridad determina el tipo de personaje que jugará. Por ejemplo, elegir la Compasión te hace un bardo; el Honor un Paladín, el Sacrificio un Herrero, y así sucesivamente.
Técnicamente, el juego fue muy similar a Ultima III, aunque mucho más grande. Este fue el primer juego Ultima en presentar un sistema de conversación real; mientras que el resto de personajes en las primeras partes sólo daban una respuesta enlatada cuando se les hablaba, ahora los jugadores podían interactuar con ellos especificando el tema de conversación determinada ya sea por un juego de preguntas estándar (nombre, trabajo, salud) o por información deducida de respuestas previas, o de otros personajes. Muchas otras aventuras fueron arregladas alrededor de ésta.
Otra adición fueron las habitaciones de las mazmorras, áreas de combate únicamente diseñadas en los calabozos que suplementaban el combate estándar, contra la aparición al azar de los enemigos.
El juego también es notable por establecer el mundo y el tono para los juegos que siguieron en la serie. Después de Ultima IV, las historias se entrelazan más y más, con muchos detalles de los juegos anteriores referidos en los nuevos juegos, frecuentemente en una forma autoexplicativa de modo que el jugador no requiere necesariamente entender todo en los juegos anteriores - pero ayuda. Esto en contraste con los primeros juegos Ultima, y muchos otros ejemplos en otras series, que tendían a favor de que el "nuevo antagonista era el hijo o la hija del anterior".
Además, el mundo de Britannia fue presentado en pleno aquí, y el mundo no cambió mucho entre las partes de la serie.

## Versión NES
Como Ultima III, Ultima IV fue programado para NES por FCI y Pony Canyon. Esta versión, titulada Ultima: La Búsqueda del Avatar, fue lanzada en 1990.
El juego en conjunto no había cambiado mucho, aunque la aproximación era muy similar a otras consolas RPG de ese tiempo, particularmente los juegos Dragon Quest y Final Fantasy de NES.
Los gráficos habían sido completamente rediseñados, así como la música; el conjunto del tono gráfico y musical fue cercano al de los juegos japoneses. Las opciones de diálogo fueron bastante limitados una vez más.
Sin embargo, el sistema de combate estaba bastante cerca al de los juegos de computadora, con la opción adicional de usar combate automático.

## Ultima IVen sistemas operativos modernos
xu4 es un emulador para Ultima IV que está disponible para Linux, Windows, Mac OS X, RISC OS y Sega Dreamcast. Éste requiere el original Ultima IV para que los archivos DOS se ejecuten, y mantengan compatibilidad con la versión original en DOS (puedes grabar los archivos del juego original de DOS en xu4 y viceversa).